# ملعب سوراكول
ملعب سوراكول (بالإنجليزية: Surakul Stadium)‏ هو ملعب كرة قدم متعدد الأغراض يقع في بوكيت، تايلاند، يتسع لـ 15,000 متفرج.